# Nona Gaye
Nona Marvisa Gaye (Washington, 4 settembre 1974) è una cantante, ex modella e attrice statunitense.

## Biografia
Figlia del cantautore Marvin Gaye e dell'attrice Janis Gaye, i suoi genitori divorziarono quando aveva 7 anni e suo padre fu assassinato tre anni dopo. Attiva come cantante dai primi anni '90 (il suo primo album, Love for the Future, è del 1992, uscito un mese dopo il suo 18º compleanno), nel 1994 duetta con Prince (con tanto di videoclip) nella canzone “Love Sign” anche se Prince (noto all'epoca come "The Artist Formerly Known as Prince" a causa del suo cambio di nome in un simbolo impronunciabile) non è accreditato come cantante a causa della sua controversia contrattuale con la Warner Bros. Records. La canzone ha un messaggio contro la violenza e ha avuto molto successo nelle classifiche R&B (diventando una delle prime 40 hit).
È stata in passato anche modella ed ha preso parte ad alcune pellicole cinematografiche, tra cui si segnalano Alì, Crash - Contatto fisico e i film di fantascienza Matrix Reloaded e Matrix Revolutions, nei quali ha interpretato Zee.

## Filmografia parziale
- Alì (Ali), regia di Michael Mann (2001)
- Matrix Reloaded (The Matrix Reloaded), regia di Andy e Larry Wachowski (2003)
- Matrix Revolutions (The Matrix Revolutions), regia di Andy e Larry Wachowski (2003)
- Crash - Contatto fisico (Crash), regia di Paul Haggis (2004)
- Polar Express (The Polar Express), regia di Robert Zemeckis (2004) - voce
- xXx 2: The Next Level (XXX: State of the Union), regia di Lee Tamahori (2005)
- Blood and Bone, regia di Ben Ramsey (2009)